# Fort d'Embourg
Le fort d'Embourg est un des douze forts composant la position fortifiée de Liège à la fin du XIXe siècle en Belgique.
Il est construit entre 1888 et 1892 selon les plans du général Brialmont. Contrairement aux forts français construits durant la même période par Raymond Séré de Rivières, il est entièrement construit avec du béton non-renforcé, nouveau matériau pour l'époque, plutôt qu'en maçonnerie. Le fort est lourdement bombardé lors de la Première Guerre mondiale durant la bataille de Liège ainsi qu'au début de la Seconde Guerre mondiale. Il a été préservé et est devenu un musée.

## Description
Le fort est situé à environ 7 kilomètres au sud-est du centre de Liège, à la sortie d'Embourg, non loin de la route qui monte vers Beaufays. Le fort est plus haut en altitude par rapport à la zone environnante que la plupart des forts liégeois, surplombant les vallées de l'Ourthe et de la Vesdre et contrôlant la route de Liège à Spa.
Le fort forme un rectangle irrégulier, contrastant avec la majorité des forts construits par Brialmont qui étaient plutôt de forme triangulaire. Il est entouré d'un fossé de 6 mètres de profondeur et de 8 mètres de large. L'armement principal est concentré dans le massif central. Les fossés étaient défendus en enfilade par des fusils de 57 mm disposés dans des casemates dans le mur de contrescarpe. Le fort est un des plus petits forts liégeois.
Mis à part le fort de Loncin, les forts belges possédaient peu de provisions pour subvenir à l'intendance quotidienne d'une garnison en temps de guerre. De plus les latrines, douches, cuisine, morgue se trouvaient dans la contrescarpe, une position intenable au combat. Cela aura d'importantes conséquences sur la capacité des forts à soutenir un assaut se prolongeant. La zone de service était placée directement en face des baraquements, qui s'ouvraient sur le fossé à l'arrière du fort (en direction de Liège), avec une protection moindre que les deux fossés latéraux. L'arrière des forts Brialmont était plus légèrement défendu pour faciliter une recapture par les forces armées belges. On trouvait aussi sur ce côté les baraquements et les communs, le fossé arrière permettant l'éclairage naturel et la ventilation. Au combat, les tirs d'artillerie rendaient le fossé intenable et les Allemands ayant pu passer entre les forts pouvaient les attaquer par l'arrière.

## Armement
À l'origine, l'armement du fort d'Embourg incluait pour les cibles à distance une tourelle Grüsonwerke avec un canon Krupp de 21 cm, une tourelle Creusot avec deux canons de 15 cm et une tourelle Châtillon-Commentry comportant deux canons Krupp. Pour la défense rapprochée, il possédait quatre tourelles Grüsonwerke avec un canon de 57 mm. Il y avait aussi sur le fort une tourelle d'observation équipée d'un projecteur. Neuf canons à tir rapide équipaient les casemates protégeant les fossés et la poterne,.
L'artillerie lourde du fort était composée de canons allemands de marque Krupp alors que les tourelles provenaient de diverses origines. La communication entre les forts voisins de Loncin et de Liers pouvait se faire au moyen de signaux lumineux. Les canons utilisaient de la poudre noire ce qui produisait des gaz asphyxiant se propageant dans les espaces confinés du fort.

## Première Guerre mondiale

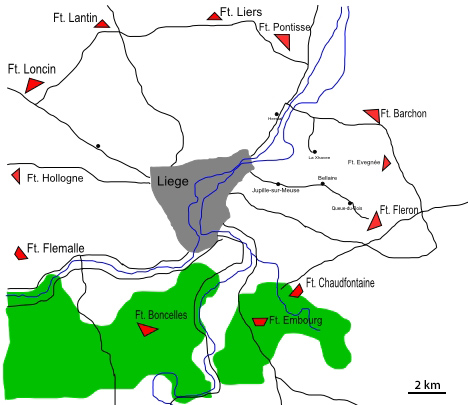
Les forts de Liège

Liège fut attaquée le 6 août 1914. Les forts de Liège opposant une résistance  inattendue aux Allemands, ceux-ci amenèrent une artillerie lourde de siège avec une puissance de feu supérieure à ce à quoi les forts pouvaient résister. Embourg fut lourdement bombardé presque sans interruption du 12 août à 13h au 13 août 1914 à 20h.
C'est l'armement sous coupole dévasté, le massif central ébranlé et sous la menace d'asphyxie que le fort se rend le 13 août au soir, peu après la reddition du fort de Pontisse et la destruction du fort de Chaudfontaine.
Le fort fut occupé par les Allemands durant le reste de la guerre ; ceux-ci y apportèrent quelques aménagements en 1914 et 1915.

## Position fortifiée de Liège
L'armement du fort fut amélioré dans les années 1930. Celui-ci fera partie de la position fortifiée de Liège dont le but était de ralentir une éventuelle incursion allemande à partir de la frontière toute proche. Les améliorations consistaient en le remplacement des tourelles d'origine par quatre tourelles équipées de canons de 75 mm et l'installation d'une batterie anti-aérienne. La ventilation, les sanitaires, la communication et l'installation électrique furent également améliorés.
Un casernement d'infanterie équipé d'une cloche pour fusil automatique fut construit en même temps ainsi qu'une tour de prise d'air à distance du fort et reliée à celui-ci par un tunnel
En 1940, la garnison du fort comprenait 323 hommes, la plupart des réservistes, commandés par 4 officiers.

## Seconde Guerre mondiale
Le fort d'Embourg fut le premier à entrer en contact avec les forces allemandes durant la bataille de Belgique le 12 mai 1940. Le fort fut encerclé le 13 mai. Le fort voisin de Chaudfontaine fournira un soutien d'artillerie contre l'infanterie allemande qui monta à l'assaut à 22h00. Le 14 mai, les Allemands continuèrent le bombardement sur le fort d'Embourg pendant que ce dernier soutenait de son artillerie celui de Chaudfontaine. Le 15, le bombardement débuta à 14h00 et dura jusqu'à la tombée de la nuit. Le jour suivant, le bombardement continua pendant que l'infanterie infiltrait les abords du fort. Le 17, le fort fut attaqué par l'artillerie, l'infanterie et l'aviation. Le fort demanda un soutien des forts voisins qui ne purent le fournir. Rapidement, les tourelles de 75 mm furent mises hors combat. Après avoir saboté le fort, la garnison hissa le drapeau blanc le 17 mai vers 20h00.

## Actuellement
Une association commémorative fut créée en 1946. Elle érigea un monument et entretient un musée dans le fort. Le fort a été préservé et peut être visité par le public,.

## Photos

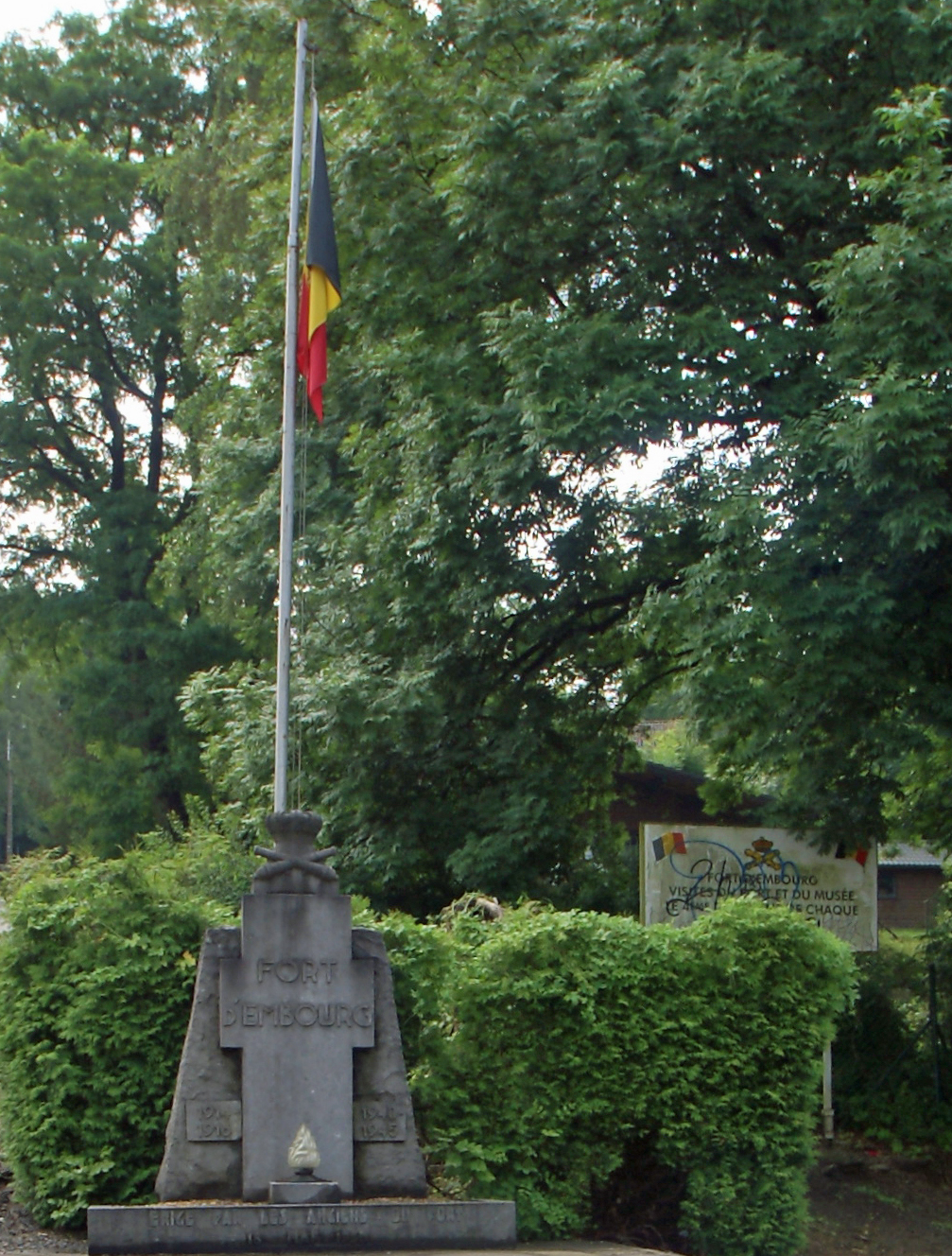
Monument au début de la rue du Fort à Embourg
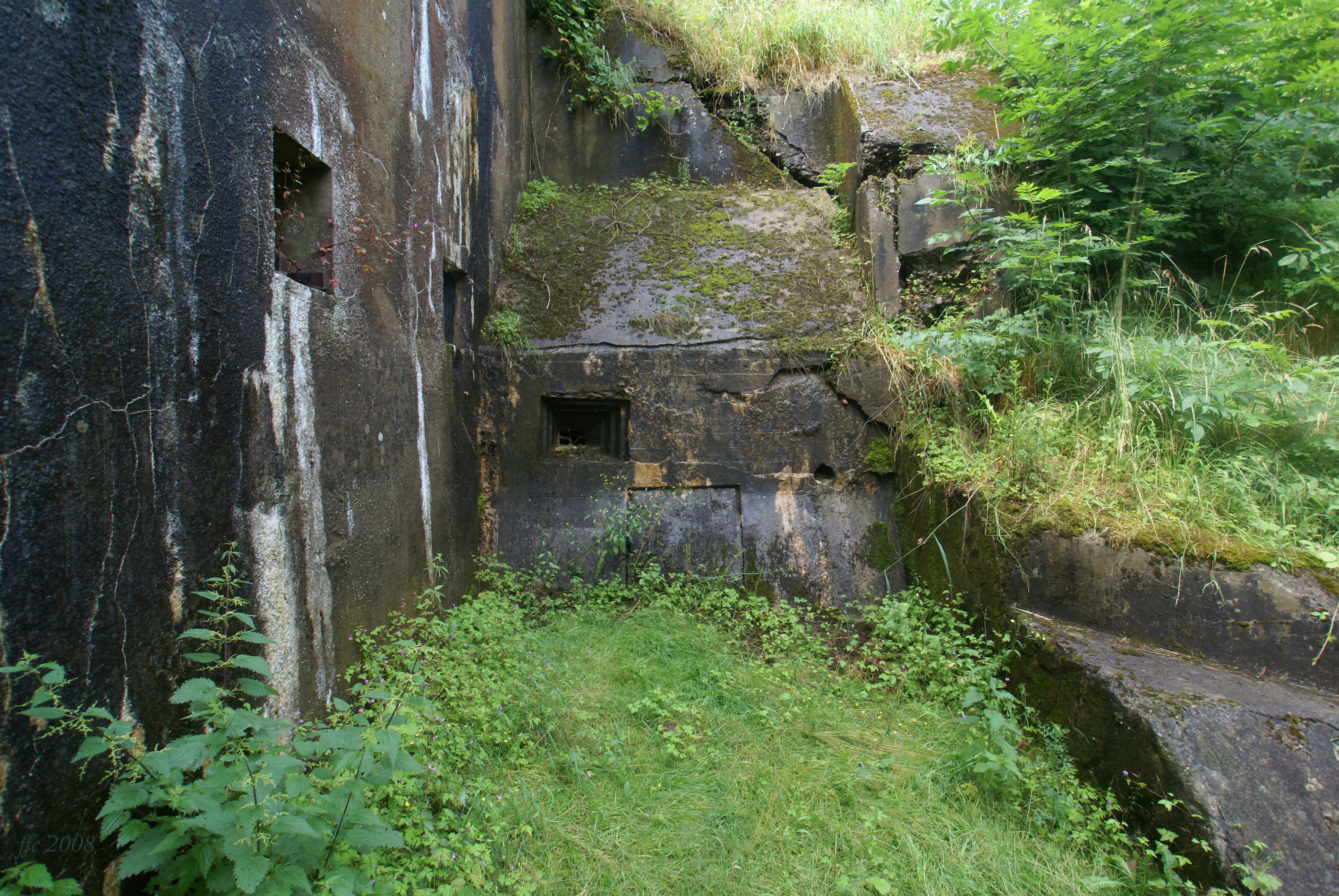
Embrasures au niveau de l'entrée principale
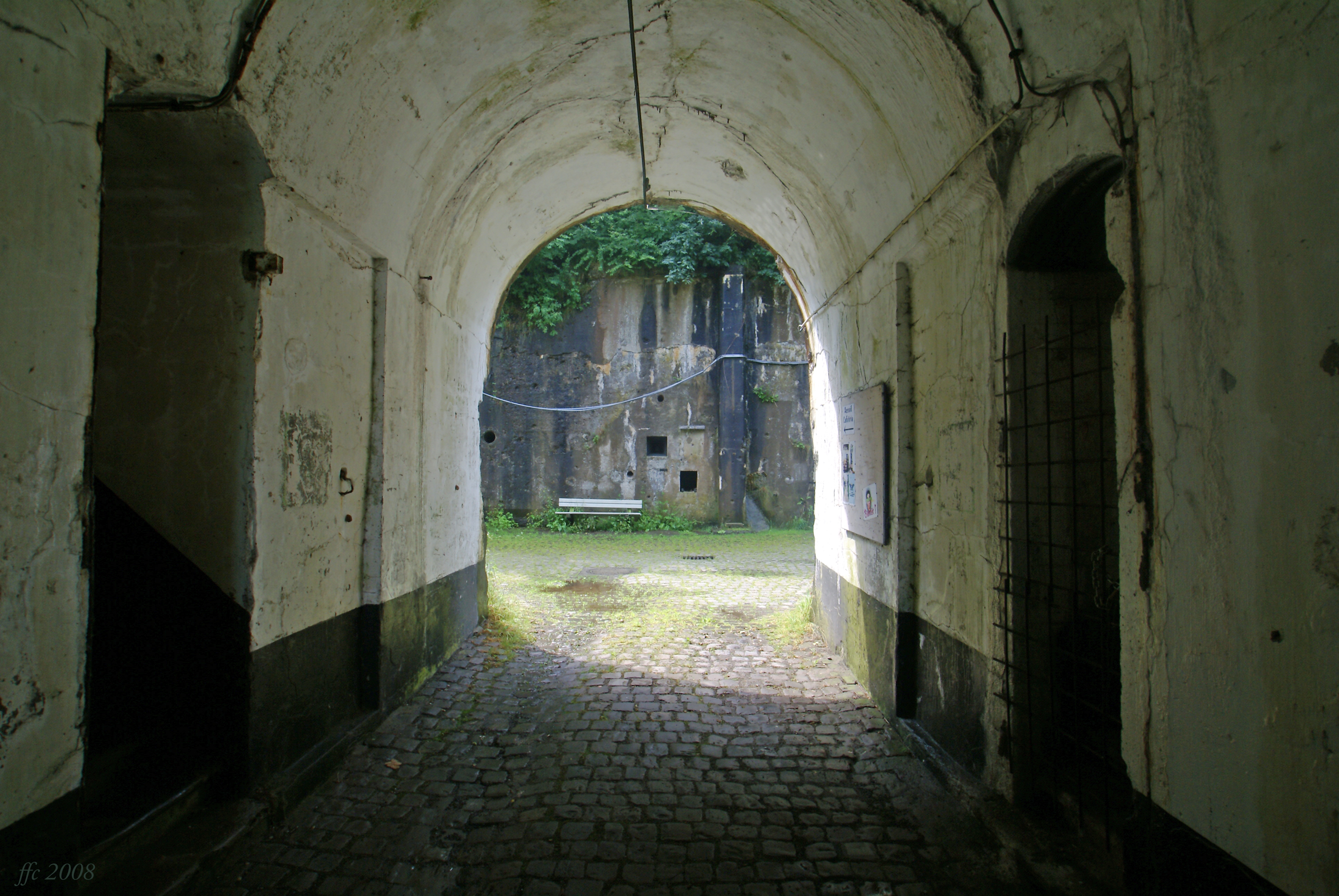
Couloir à l'intérieur du fort
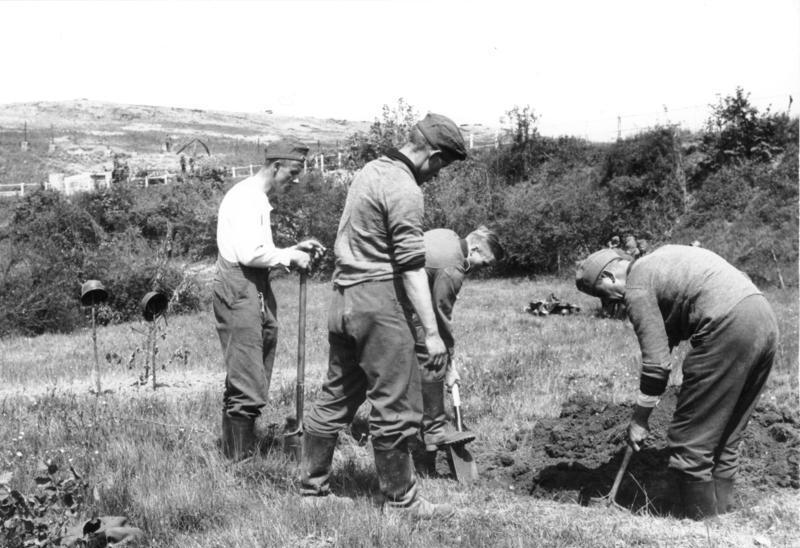
Inhumation de soldats allemands tombés lors de l'attaque du fort en 1940